# Skupina El Mers

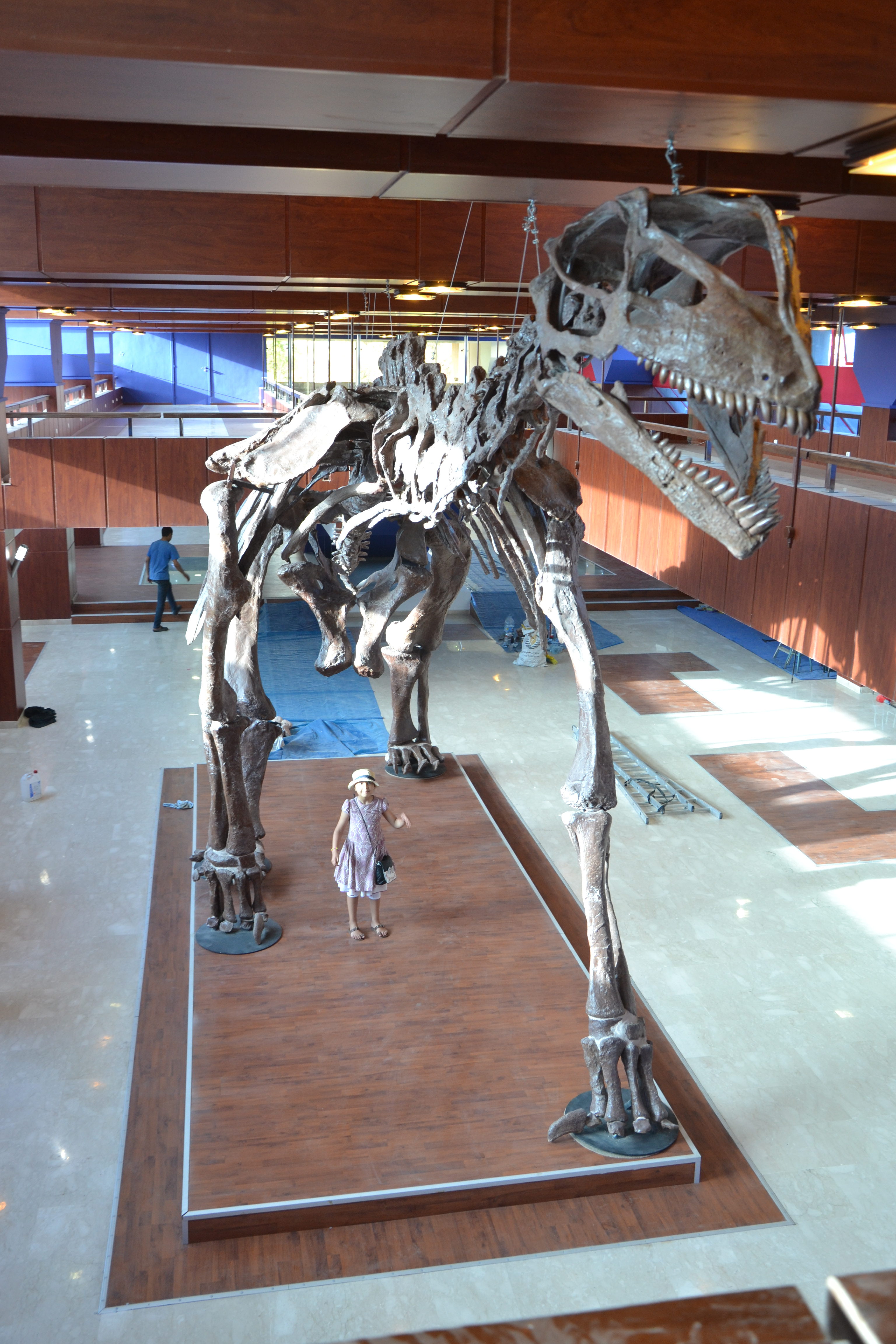
Atlasaurus imelakei - sauropodní dinosaurus, jehož fosilie (nebo fosilie blízce příbuzného druhu) byly objeveny v souvrství El Mers.

Skupina El Mers je soustavou několika geologických souvrství z období střední jury (stáří asi 168 až 164 milionů let), jehož výchozy se nacházejí v pohoří Střední Atlas na území Maroka. Součástí této geologické skupiny je trojice geologických souvrství, pojmenovaných jako El Mers 1, 2, a 3.

## Charakteristika
Mocnost těchto souvrství činí až kolem 500 metrů. Jedná se převážně o marinní sedimenty (vrstvy s mořským původem), nejčastějšími typy hornin jsou slíny a sádrovce. Dalšími typy hornin jsou pískovce a vápence. Terestrickým (pevninským) ekvivalentem je souvrství Guettioua Sandstone, ze kterého je znám například velký sauropod Atlasaurus imelakei.

## Paleontologie
Významná je tato oblast zejména pro paleontologii, protože se zde nacházejí sedimenty z období střední jury, což byla kritická doba pro vývoj různých skupin živočichů, zejména pak některých skupin druhohorních dinosaurů. Velmi zajímavým objevem je například jeden z nejstarších známých zástupců kladu Stegosauria, druh Adratiklit boulahfa a jeden z nejstarších známých zástupců kladu Ankylosauria, druh Spicomellus afer. Dalším objevem je dosud neidentifikovaný sauropodní dinosaurus, označovaný jako "Cetiosaurus" mogrebiensis.